# Azzam al-Gharib
Azzam al-Gharib (arabisch عزام الغريب, DMG ʿAzzām al-Ġarīb; * 1985 in Saraqib, Gouvernement Idlib) ist ein syrischer Politiker und ehemaliger Kommandeur. Seit dem Sturz des Assad-Regimes im Dezember 2024 ist er der Gouverneur von Aleppo.

## Leben
Al-Gharib wurde 1985 in Saraqib im Nordwesten Syriens geboren. Später zog er nach Aleppo, wo er 2006 ein Studium der Zahnmedizin an der Universität Aleppo abschloss. Zwischen 2003 und 2006 wurde er mehrfach vom Assad-Regime verhaftet und verbrachte einige Zeit in Haftanstalten. Neben seinem Zahnmedizinstudium studierte al-Gharib Islamwissenschaften und erwarb einen Masterabschluss in Koranauslegung an der Bingöl-Universität in der Türkei. Außerdem studierte er an der Universität Aleppo Automatisierungstechnik, konnte sein Studium aber wegen des Ausbruchs des syrischen Bürgerkriegs 2011 nicht abschließen.

## Karriere
Al-Gharibs politische und militärische Karriere begann während des Ausbruchs des syrischen Bürgerkriegs im Jahr 2011. Zunächst schloss er sich Ahrar al-Scham und der Islamischen Front an. 2015 wurde er zum stellvertretenden Kommandeur der Islamischen Front, wechselte aber 2017 zur Levante-Front. Dort wurde er zunächst stellvertretender und dann 2023 Kommandeur der Einheit. Nach dem Sturz des Assad-Regimes im Dezember 2024 wurde er zum Gouverneur von Aleppo ernannt.